# 我が祖国 (中国の歌)
我が祖国（わがそこく、ウォダズゥグオ、中国語: 我的祖国、拼音:Wǒde Zǔguó）は、1956年の中国映画『上甘嶺』の劇中歌である。喬羽作詞、劉熾作曲。
中華人民共和国において有名な愛国歌であり、著名なソプラノ歌手郭蘭英の代表曲のひとつ。

## 歌詞と音楽
1950年代の朝鮮戦争に関する映画「上甘嶺」の劇中歌として創作されたが、直接的な戦争の記述はない。
もともと「我が祖国」の曲名は「一條大河（ある大川）」であり、中国で流れる多くの河川を代表した。しかし映画発表時、曲名は「我が祖国」に変更された 。この曲は三節がある。毎節の前で独唱者が歌唱し、そして合唱団が続くのサビを歌唱する形式をとる場合も多い。
劇中では防空壕の中で女性衛生兵を演じる郭蘭英と負傷した中国人民志願軍兵士たちがこの形式を歌う。
独唱の部分では中国北部の民歌の風味と似ている。

## 2011年ホワイトハウス演奏を巡る論争
2011年1月19日、米国大統領バラク・オバマは中国国家主席の胡錦涛を歓迎する国家晩餐会をホワイトハウスで開催した。この席において郎朗は「我が祖国」を演奏した。会場には多くの中国出身の有名人、ジャッキー・チェンやヨーヨー・マなども出席した。この後、アメリカのマスコミで郎朗の演奏に対する批判が高まった。前述の通り直接的には明言していないが、「上甘嶺」の劇中では歌詞内容でアメリカなどの兵士を狼と称し、そして彼らを猟銃で迎え撃つと換喩しているためである。
郎朗は自身のブログで、ホワイトハウス演奏時の画像と共に、以下内容のコメントを発表した。
「私たち中国人の心中で最も美しい曲の一つである『我が祖国』を、私は進んで演奏しました。多くの外国のお客様、世界中の政府代表者の前で、この中国を誇る曲を演奏し、中国の強大さと中国人の団結力を訴えられたことを、私は大きな光栄と誇りに思えます。私はあのホワイトハウスの一日をみんなに分かち合いたいと思います。」